# Conops ceriaeformis
Conops ceriaeformis är en tvåvingeart som beskrevs av Johann Wilhelm Meigen 1824. Conops ceriaeformis ingår i släktet Conops och familjen stekelflugor. Inga underarter finns listade i Catalogue of Life.